# Rhammatocerus brasiliensis
Rhammatocerus brasiliensis är en insektsart som först beskrevs av Bruner, L. 1904.  Rhammatocerus brasiliensis ingår i släktet Rhammatocerus och familjen gräshoppor. Inga underarter finns listade i Catalogue of Life.